# Hipersomnia (película de 2017)
Hipersomnia es una película de suspenso y terror psicológico argentina de 2016 coescrita y dirigida por Gabriel Grieco. Es protagonizada por Yamila Saud, Gerardo Romano, Jimena Barón, Peter Lanzani, Vanesa González, Candela Vetrano, Nazareno Casero, Sofía Gala, Gustavo Garzón y Fabiana Cantilo. Se estrenó en Argentina el 30 de marzo de 2017 y se convirtió en la tercera película más taquillera del género de terror nacional de todos los tiempos (sobre 150 películas de thriller-terror argentino estrenadas comercialmente en la historia del país); dentro del Top 10 se encuentra en primer lugar Sudor frío (2011), seguida en segundo lugar por Resurrección (2016).
Antes de su estreno comercial, la cinta se proyectó en la sección "Hora Cero" en el marco del 31.er Festival Internacional de Cine de Mar del Plata donde obtuvo el premio a Mejor Película Latinoamericana y en la India en el 4th Noida International Film Fest, donde obtuvo los premios Mejor Director y Mejor edición. También fue seleccionada para una proyección especial en las galas Blood Window del Festival de Cannes 2017. También participó en la competencia oficial de los siguientes festivales: el 35° BIFFF - Brussels International Fantastic Film Festival; Night Visions (Helsinki, Finlandia); el 23° FANT - Festival de cine fantástico de Bilbao (España); Fantaspoa International Fantastic Film Festival (Porto Alegre, Brasil) y el Festival Internacional de Cine de Cuenca (Ecuador).

## Sinopsis
Milena es una actriz principiante que ambiciona conseguir el papel principal en una obra de teatro. Pero para obtenerlo deberá sortear una serie de juegos inquietantes propuestos por el director, juegos que rozan lo siniestro y lo perturbador. Pero una vez obtenido el papel y comenzar con los ensayos, las líneas fronterizas entre realidad y ficción parecen esfumarse, mientras cosas más extrañas empiezan a sucederle.

## Reparto
- Yamila Saud como Milena.
- Gerardo Romano como Federico Del Pino.
- Jimena Barón como Lola.
- Vanesa González como Roxana "Roxy".
- Candela Vetrano como Melena "Malu".
- Florencia Torrente como Yasmín.
- Nazareno Casero como Nicolás "Nico".
- Sofía Gala como Laura.
- Gustavo Garzón como Gustavo.
- Belén Chavanne como María.
- Fabiana Cantilo como Verónica.
- Peter Lanzani como Rino.
- Chucho Fernández como El Manco.
- Daniel Valenzuela como El Viejo.
- Claudia Cantero como Emilia.
- Horacio Marassi como Carlos.
- Miguel Ángel Paludi como Arturo.
- Fiorela Duranda como Milena niña.
- Daniela Herrero (cameo).

## Recepción

### Crítica
Desde el sitio Revista Toma 5, Samantha Schuster califica a la película con un 4 sobre 5 diciendo que la misma es "una de las mejores películas de género argentino del último tiempo" catalogándola como "interesante" e "impactante".
Martín Goniondzki del portal cuatro bastardos califica a la película con 8 puntos sobre 10 titulando "Una agradable sorpresa en la categoría de “Hora Cero”, de la mano del director Gabriel Grieco" 
Alejandro Turdó del portal Escribiendo Cine le dio 7 puntos sobre 10 resumiendo que la cinta es un "muy buen ejemplo de las tantas variantes que el género puede tomar siempre y cuando haya una historia interesante en la cual apoyarse."
La película de Grieco recibió comparaciones con la cinta estadounidense El cisne negro.

### Comercial
La cinta fue vista por 22.049 espectadores, convirtiéndose en la tercera película de terror argentino más vista hasta el momento.

## Premios y Festivales
- 31th Festival internacional de cine de Mar del Plata - Mejor película de la sección "Hora Cero"
- 13th Fantaspoa International Film Festival - Mejor Director (Gabriel Grieco)
- Insolito Film Fest Peru - Mejor Director (Gabriel Grieco)
- INDIA 4th Noida International Film Festival - Mejor Director y Mejor Edición.